# ألتسناو
ألتسناو (بالألمانية: Alzenau) هي بلدة ألمانية تقع في ألمانيا في مقاطعة أشافنبورغ ‏. يقدر عدد سكانها بـ 18,971 نسمة .

## المدن التوأمة
مدن سينت أوداروده، Pfaffstätten وThaon-les-Vosges هي مدن توأمة لـآلتسناو اين اونترفرانكن.

## أعلام
- باول ميشيل
- هايكو فيسترمان